# Camelot (cheval)
Pour les articles homonymes, voir Camelot (homonymie).
Camelot, née le 15 mars 2009, est un cheval de course pur-sang irlandais. Propriété de l'écurie Coolmore, entraîné par Aidan O'Brien et monté par le fils de ce dernier, Joseph O'Brien, il réalise le doublé Derby/Irish Derby en 2012 et manque d'un rien de décrocher la Triple Couronne anglaise.  

## Carrière de course

Casaque de Derrick Smith (Coolmore)

Élevé à Highclere Stud dans le Berkshire, en Angleterre, Camelot passe sous le feu des enchères aux ventes de yearlings d'octobre à Newmarket, où les Irlandais de Coolmore déboursent 525 000 Guinées pour l'acquérir. Le poulain débute à l'été 2011 par une victoire dans un maiden disputé à Leopardstown. C'est un maiden comme tant d'autres, un poulain estampillé Coolmore comme tant d'autres, et pourtant il produit une telle impression ce jour-là qu'il est immédiatement propulsé favori du Derby d'Epsom, programmé un an plus tard. Avec le recul, il fallait avoir l’œil pour déceler en lui un futur classique, d'autant que le lot qu'il a affronté ce jour-là était complètement nul (un seul de ses adversaires du jour a gagné une course par la suite, en l'occurrence une toute petite course), mais à vrai dire, c'est probablement davantage sa réputation au sein de Coolmore que sa prestation à Leopardstown qui ont fait de lui un classique en puissance.      
Gardé au frais tout l'été, Camelot réapparaît à l'automne, directement au niveau groupe 1 dans le Racing Post Trophy, preuve de l'estime qu'on lui porte. Il s'impose facilement. Le lot n'est pas extraordinaire non plus, mais seuls comptent le style et l'entretien d'une promesse. Aidan O'Brien déclare que le poulain est "incroyable" à l'entraînement. Certes l'entraîneur est réputé pour son enthousiasme annuel parfois un peu systématique, mais puisque les faits lui donnent souvent raison, il n'y a guère de raison d'en douter. Camelot est plus que jamais favori pour les classiques du printemps 2012.       
Comme beaucoup de poulains Coolmore, Camelot fait sa rentrée directement dans les 2000 Guinées, sans passer par une course préparatoire – le niveau des galops du matin à Ballydoyle, le centre d'entraînement de Coolmore, valant bien des "trials". Le poulain doit tout de même s'employer pour disposer, d'une encolure, du Français French Fifteen, mais, monté en grande confiance par Joseph O'Brien, c'est, malgré ce mince écart à l'arrivée, une victoire facile. Place au Derby. En bon fils de Montjeu, Camelot ne doit pas être rebuté par les 2 400 mètres d'Epsom Downs. Il fait figure d'épouvantail dans cette édition 2012 réduite à neuf partants (du jamais vu depuis 1907), parmi lesquels Bonfire, le lauréat du principal trial du Derby, les Dante Stakes, et qui se trouve avoir été élevé dans le même pré que lui à Highclere Stud. 130 000 spectateurs, dont la Reine d'Angleterre qui fête son jubilé, assistent en ce 2 juin à une démonstration : Camelot s'envole et laisse à cinq longueurs ses poursuivants. Il devient le troisième cheval, après Nashwan en 1989 et Sea The Stars en 2009, à réussir le doublé 2000 Guinées / Derby d'Epsom depuis Nijinsky en 1970.        
Le doublé Derby / Irish Derby est plus courant : quinze poulains l'ont réalisé depuis Orby en 1907. Camelot devient le seizième, battant sans puiser dans ses réserves quatre adversaires seulement. Après cette épreuve, disputée en terrain lourd, Aidan O'Brien déclare que son protégé va maintenant prendre du repos avant l'automne. La Triple Couronne, cette trilogie qui commence avec les Guinées, passe par le Derby et s'achève avec le St Leger ? À peine imaginable selon l'entraîneur irlandais. Ni Nashwan ni Sea The Stars n'avaient tenté en leur temps de succéder à Nijinsky, le dernier des quinze poulains à l'avoir décrochée en 1970, 35 ans après son prédécesseur. Ce challenge semble appartenir à un temps révolu, celui où les chevaux n'étaient pas surprotégés, cantonnés à leurs distances de prédilection, et ne jouaient pas les arlésiennes. Et la jurisprudence Nijinsky, dont on a attribué parfois l'échec dans le Prix de l'Arc de Triomphe à sa victoire sur les éprouvants 2 920 mètres de Doncaster, a fait disparaître le terme Triple Couronne du vocabulaire des ambitieux.        
Pourtant, le 15 septembre 2012, Camelot s'aligne bien au départ du plus vieux des classiques anglais. Malédiction : le poulain n'a pas le meilleur des parcours, onn a connu un Joseph O'Brien plus inspiré, et Camelot perd son invincibilité en échouant à la hanche d'un Godolphin, Encke, gros outsider n'avait jusque-là jamais couru un groupe 1 ni même jamais gagné une course de groupe. Encke est un protégé de Mahmood al Zarooni, qui va tomber peu après pour dopage. Une défaite amère, qui le laisse vainqueur moral certes, mais vaincu quand même, passé tout près. Reste à conclure la saison en beauté dans le Prix de l'Arc de Triomphe, dont il est le favori avec le Japonais Orfevre. Le grand, par la taille, Joseph O'Brien ne pouvant se mettre en selle au poids requis, c'est le grand, par le palmarès, Lanfranco Dettori, pourtant jockey attitré des rivaux de Godolphin, qui chevauche le poulain. Cette fois Aidan O'Brien a engagé un leader pour assurer une course sélective, ce qu'il regrettait de n'avoir pas fait dans le St Leger. Mais Camelot, ayant perdu sa fraîcheur, sombre et termine septième d'un Arc bizarre, médiocre et mémorable où Orfevre, semblant enfin parti pour la gloire, titube et se fait manger sur le poteau par un gros outsider, Solémia. Champion du printemps, Camelot n'est pas celui de l'automne. Le titre de cheval de l'année en Europe lui échappe naturellement au profit de Frankel, un champion d'une autre dimension, mais il se console en étant sacré cheval de l'année en Irlande et, logiquement, 3 ans européen de l'année, roi d'une génération qui n'était assurément pas la génération du siècle. Son rating de 124 fait de lui le deuxième meilleur 3 ans au monde en 2012, à égalité avec l'Américain Bodemeister et le Japonais Gold Ship, une livre derrière un autre Américain, I'll Have Another.                 
Victime d'une crise de coliques quelques jours après l'Arc, Camelot frôle la mort. Pourtant, il reste à l'entraînement. Et revient au printemps 2014. Sa course de rentrée, qui se traduit par une victoire dans les Mooresbridge Stakes, laisse augurer d'une belle saison de 4 ans. Mais trois semaines plus tard, il doit rendre les armes face à l'excellent et aguerri 5 ans anglais Al Kazeem dans la Tattersalls Gold Cup. Puis rebelote à Ascot en juin : Al Kazeem s'impose encore, mais cette fois Camelot échoue au pied du podium, bien battu. Il esquive les joutes estivales et finalement le Prix de l'Arc de Triomphe, son objectif d'arrière-saison. Le 14 octobre, Coolmore annonce sa retraite sportive. Selon Aidan O'Brien, il n'a jamais entièrement recouvré ses moyens après sa crise de coliques.                                

### Résumé de carrière
| Date         | Hippodrome   | Pays        | Course                    | Statut      | Distance    | Jockey      | Place       | Écart       | Vainqueur ou deuxième |
| 2011, 2 ans  | 2011, 2 ans  | 2011, 2 ans | 2011, 2 ans               | 2011, 2 ans | 2011, 2 ans | 2011, 2 ans | 2011, 2 ans | 2011, 2 ans | 2011, 2 ans           |
| ------------ | ------------ | ----------- | ------------------------- | ----------- | ----------- | ----------- | ----------- | ----------- | --------------------- |
| 14 juillet   | Leopardstown | Irlande     | Maiden                    |             | 1 600 m     | J. O'Brien  | 1er/ 5      | 2           | All Approved          |
| 22 octobre   | Doncaster    | Royaume-Uni | Racing Post Trophy        | Gr. 1       | 1 600 m     | J. O'Brien  | 1er/ 5      | 2 ¼         | Zip Top               |
| 2012, 3 ans  |              |             |                           |             |             |             |             |             |                       |
| 5 mai        | Newmarket    | Royaume-Uni | 2000 Guineas              | Gr. 1       | 1 600 m     | J. O'Brien  | 1er / 18    | enc.        | French Fifteen        |
| 2 juin       | Epsom        | Royaume-Uni | Derby                     | Gr. 1       | 2 400 m     | J. O'Brien  | 1er / 9     | 5           | Main Sequence         |
| 30 juin      | Curragh      | Irlande     | Irish Derby               | Gr. 1       | 2 400 m     | J. O'Brien  | 1er/ 5      | 2           | Born to Sea           |
| 15 septembre | Doncaster    | Royaume-Uni | St. Leger                 | Gr. 1       | 2 920 m     | J. O'Brien  | 2e / 9      | 3/4         | Encke                 |
| 7 octobre    | Longchamp    | France      | Prix de l'Arc de Triomphe | Gr. 1       | 2 400 m     | L. Dettori  | 7e / 18     | 12 ½        | Solémia               |
| 2013, 4 ans  |              |             |                           |             |             |             |             |             |                       |
| 6 mai        | Curragh      | Irlande     | Mooresbridge Stakes       | Gr. 3       | 2 000 m     | J. O'Brien  | 1er/ 5      | 1 ¾         | Triumphant            |
| 26 mai       | Curragh      | Irlande     | Tattersalls Gold Cup      | Gr. 1       | 2 100 m     | J. O'Brien  | 2e / 4      | 1 ½         | Al Kazeem             |
| 19 juin      | Ascot        | Royaume-Uni | Prince of Wales's Stakes  | Gr. 1       | 2 000 m     | J. O'Brien  | 4e / 11     | 4           | Al Kazeem             |

## Au haras
Camelot intègre en 2014 l'armada d'étalons de Coolmore, où il est proposé à 25 000 €. Un prix qui ne va cesser d'augmenter, jusqu'à atteindre 75 000 € en 2025, à la faveur de ses bons résultats. Camelot a en effet donné des lauréats de groupe 1 à chacune de ses générations. Sa championne Bluestocking, à la faveur de sa victoire dans le Prix de l'Arc de Triomphe 2024, lui offre les titres de tête de liste des étalons en France et tête de liste des étalons en Europe. 
On lui doit (avec le père de mère entre parenthèses) :
- Bluestocking (Dansili) : Prix de l'Arc de Triomphe, Pretty Polly Stakes, Prix Vermeille.
- Luxembourg (Danehill Dancer) : Futurity Trophy, Irish Champion Stakes, Tattersalls Gold Cup, Coronation Cup.
- Los Angeles (Dansili) : Irish Derby, Critérium de Saint-Cloud, Tattersalls Gold Cup
- Sammarco (Solder Hollow) : Derby Allemand, Grosser Dallmayr-Preis.
- Latrobe (Shamardal) : Irish Derby.
- Sir Dragonet (Oasis Dream) : Cox Plate.
- Even So (Danehill) : Irish Oaks.

## Origines
Camelot est l'un des meilleurs fils de Montjeu, aussi bon sur les pistes, où il remporta entre autres le Prix de l'Arc de Triomphe, le Prix du Jockey Club, l'Irish Derby et les King George, qu'au haras où il est l'un des meilleurs continuateurs de Sadler's Wells et revendique pas moins d'une trentaine de lauréats de groupe 1, parmi lesquels High Chaparral. Camelot lui a offert son quatrième Derby d'Epsom : seul l'incomparable Galileo a fait aussi bien.
Camelot démontre une nouvelle fois l'efficacité du croisement entre un fils de Sadler's Wells sur une fille de Kingmambo. Tarfah, la mère du champion, avait montré de la qualité en piste puisqu'elle s'imposa au niveau groupe 3 dans les Dahlia Stakes en 2004. Mais hormis Camelot, elle eut peu de produits et aucun ne s'est illustré. 

### Pedigree
| Origines de Camelot (GB), mâle bai né en 2009 | Origines de Camelot (GB), mâle bai né en 2009 | Origines de Camelot (GB), mâle bai né en 2009 | Origines de Camelot (GB), mâle bai né en 2009 |
| --------------------------------------------- | --------------------------------------------- | --------------------------------------------- | --------------------------------------------- |
| Père Montjeu 1996                             | Sadler's Wells 1981                           | Northern Dancer                               | Nearctic                                      |
| Père Montjeu 1996                             | Sadler's Wells 1981                           | Northern Dancer                               | Natalma                                       |
| Père Montjeu 1996                             | Sadler's Wells 1981                           | Fairy Bridge                                  | Bold Reason                                   |
| Père Montjeu 1996                             | Sadler's Wells 1981                           | Fairy Bridge                                  | Special                                       |
| Père Montjeu 1996                             | Floripedes 1985                               | Top Ville                                     | High Top                                      |
| Père Montjeu 1996                             | Floripedes 1985                               | Top Ville                                     | Sega Ville                                    |
| Père Montjeu 1996                             | Floripedes 1985                               | Toute Cy                                      | Tennyson                                      |
| Père Montjeu 1996                             | Floripedes 1985                               | Toute Cy                                      | Adele Toumignon                               |
| Mère Tarfah 2001                              | Kingmambo 1990                                | Mr. Prospector                                | Raise a Native                                |
| Mère Tarfah 2001                              | Kingmambo 1990                                | Mr. Prospector                                | Gold Digger                                   |
| Mère Tarfah 2001                              | Kingmambo 1990                                | Miesque                                       | Nureyev                                       |
| Mère Tarfah 2001                              | Kingmambo 1990                                | Miesque                                       | Pasadoble                                     |
| Mère Tarfah 2001                              | Fickle 1996                                   | Danehill                                      | Danzig                                        |
| Mère Tarfah 2001                              | Fickle 1996                                   | Danehill                                      | Razyana                                       |
| Mère Tarfah 2001                              | Fickle 1996                                   | Fade                                          | Persepolis                                    |
| Mère Tarfah 2001                              | Fickle 1996                                   | Fade                                          | One Over Parr (Famille 4-o)                   |